# USS Bataan (CVL-29)
USS Bataan (CVL-29/AVT-4) là một tàu sân bay hạng nhẹ tải trọng 11.000 tấn thuộc lớp Independence được Hải quân Hoa Kỳ đưa vào sử dụng trong Chiến tranh thế giới 2. Bataan là tên được đặt để kỷ niệm trận đánh cố thủ phần đất cuối cùng trên đảo Luzon trong tay liên quân Mỹ-Phi tại Philippines vào đầu Thế chiến II. Nó là chiếc duy nhất trong lớp được đưa ra hoạt động trong Chiến tranh Triều Tiên

## Thiết kế và chế tạo
Ban đầu được đặt lườn như tàu tuần dương hạng nhẹ USS Buffalo (CL-99), nó được đổi ký hiệu thành CV-29 và đặt lại tên là Bataan vào ngày 2 tháng 6 năm 1942, đổi ký hiệu thành CVL-29 vào ngày 15 tháng 7 năm 1943; hạ thủy vào ngày 1 tháng 8 năm 1943 tại New York Shipbuilding Corporation ở Camden, New Jersey dưới sự đỡ đầu của Bà George D. Murray, phu nhân Chuẩn Đô đốc Murray; và được đưa ra hoạt động vào ngày 17 tháng 11 năm 1943, dưới quyền chỉ huy của Đại tá Hải quân V. H. Schaeffer.

## Lịch sử hoạt động

### Thế Chiến II
Sau các cuộc chạy thử máy, Bataan được phối thuộc về Hạm đội Thái Bình Dương. Trong cuộc giáp chiến đầu tiên với lực lượng Nhật Bản, máy bay của nó đã hỗ trợ cho cuộc tấn công lên Hollandia (nay là Jayapura) thuộc New Guinea, từ ngày 21 đến ngày 24 tháng 4 năm 1944. Sau đó là các đợt không kích vào Truk, Satawan và Ponape từ ngày 29 tháng 4 đến ngày 1 tháng 5 năm 1944; Saipan thuộc Marianas từ ngày 11 tháng 6 đến ngày 10 tháng 8; Bonins trong các ngày 15 và 16 tháng 6; trận chiến biển Philippine từ ngày 19 đến ngày 20 tháng 6 và đợt không kích lần 2 lên Bonins vào ngày 24 tháng 6 năm 1944.
Sau đó Bataan quay trở về Hoa Kỳ để sửa chữa. Sau khi công việc sửa chữa hoàn tất, chiếc tàu sân bay gia nhập Lực lượng Đặc nhiệm 58 và tham gia các cuộc không kích hỗ trợ cho chiến dịch Okinawa từ ngày 17 tháng 3 đến ngày 30 tháng 5 năm 1945, trong đó máy bay của nó đã hỗ trợ cho việc đánh chìm chiếc thiết giáp hạm Yamato vào ngày 7 tháng 4 năm 1945 và tàu ngầm I-56 vào ngày 18 tháng 4 năm 1945 tại tọa độ 26°42′B 130°38′Đ / 26,7°B 130,633°Đ. Rút lui về Philippines, Bataan gia nhập Đệ Tam hạm đội và được phối thuộc vào Đội đặc nhiệm 38.3 do Chuẩn Đô đốc Gerald F. Bogan chỉ huy, được xây dựng chung quanh các tàu sân bay Bataan, Essex, Ticonderoga, Randolph và Monterey. Chúng đã tham gia các chiến dịch không kích các hòn đảo chính quốc Nhật Bản từ ngày 10 tháng 7 đến ngày 15 tháng 8.
Sau khi Nhật Bản đầu hàng, Bataan quay trở về Hoa Kỳ, về đến New York ngày 17 tháng 10 năm 1945, rồi sau đó tham gia Chiến dịch "Magic Carpet" đưa cựu chiến binh Mỹ ở nước ngoài quay về Hoa Kỳ. Vào ngày 10 tháng 1 năm 1946 nó về đến Philadelphia nhằm chuẩn bị cho việc ngưng hoạt động. Bataan được đưa về lực lượng dự bị vào ngày 11 tháng 2 năm 1947.

### Chiến tranh Triều Tiên
Bataan được đưa ra hoạt động trở lại vào ngày 13 tháng 5 năm 1950 tại Philadelphia. Vào tháng 7 năm 1950, nó lên đường đi San Diego, và khi đến nơi nó nhận lên tàu các đơn vị cùng hàng tiếp liệu của lực lượng Không quân Hoa Kỳ, rồi khởi hành ngày 16 tháng 11 hướng đến vịnh Tokyo. Chiếc tàu sân bay đi đến vùng biển ngoài khơi Triều Tiên vào ngày 15 tháng 12, và cho đến tháng 6 năm 1951, máy bay của nó đã thực hiện các phi vụ hỗ trợ cho lực lượng mặt đất.
Bataan lên đường ngày 2 tháng 6 năm 1951 hướng về bờ Tây Hoa Kỳ, và sau một chặng dừng ngắn tại San Diego, nó đi đến Bremerton, Washington vào ngày 9 tháng 7 để đại tu. Chiếc tàu sân bay quay về San Diego vào ngày 20 tháng 11, rồi đến ngày 27 tháng 1 năm 1952 lại khởi hành đi Yokosuka, Nhật Bản, rồi sau đó đến vịnh Buckner, Okinawa. Nó tiến hành các đợt thực tập không lực và cơ động huấn luyện tại vùng biển ngoài khơi Okinawa cho đến ngày 29 tháng 4, rồi tiến đến vùng biển ngoài khơi Triều Tiên. Bataan tiếp tục hoạt động giữa Nhật Bản và Triều Tiên suốt mùa Hè năm 1952, chuyên chở nhân lực và hàng tiếp liệu đến khu vực chiến sự, đồng thời không kích vào các mục tiêu của đối phương. Nó rời khu vực chiến trường vào ngày 11 tháng 8 hướng về San Diego. Vào ngày 27 tháng 10 chiếc tàu sân bay một lần nữa di chuyển sang Viễn Đông và hoạt động ngoài khơi Triều Tiên cho đến ngày 10 tháng 5 năm 1953, khi nó lên đường quay về San Diego.
Bataan ở lại khu vực San Diego tiến hành đại tu và huấn luyện cho đến ngày 31 tháng 7 năm 1953. Sau đó nó lên đường đi ngang qua Trân Châu Cảng đến Kobe và Yokosuka, Nhật Bản, rồi quay trở về Hoa Kỳ nơi nó nhận được lệnh chuẩn bị ngừng hoạt động vào ngày 26 tháng 8 năm 1953. Chiếc tàu sân bay được chuyển sang lực lượng dự bị vào ngày 9 tháng 4 năm 1954 tại San Francisco, California. Nó được rút khỏi danh sách Đăng bạ Hải quân ngày 1 tháng 9 năm 1959, và được bán để tháo dỡ vào tháng 5 năm 1961.

## Phần thưởng
Bataan được tặng thưởng 6 Ngôi sao Chiến đấu do thành tích trong Thế Chiến II, và thêm 7 Ngôi sao Chiến đấu nữa khi phục vụ trong Chiến tranh Triều Tiên.
|  | Silver star |                                         |
|  |             | Silver star · Bronze star · Bronze star |
|  |             |                                         |

| Huân chương Chiến dịch Hoa Kỳ            | Huân chương Chiến dịch Châu Á-Thái Bình Dương với 5 Ngôi sao Chiến trận | Huân chương Chiến thắng Thế Chiến II                              |
| Huân chương Phục vụ Chiếm đóng Hải quân  | Huân chương Phục vụ Phòng vệ Quốc gia                                   | Huân chương Phục vụ Triều Tiên với 7 Ngôi sao Chiến trận          |
| Đơn vị Tuyên dương Tổng thống (Hàn Quốc) | Huân chương Liên Hợp Quốc Phục vụ Triều Tiên                            | Huân chương Phục vụ Chiến tranh Triều Tiên (Hàn Quốc) (truy tặng) |